# Neidan

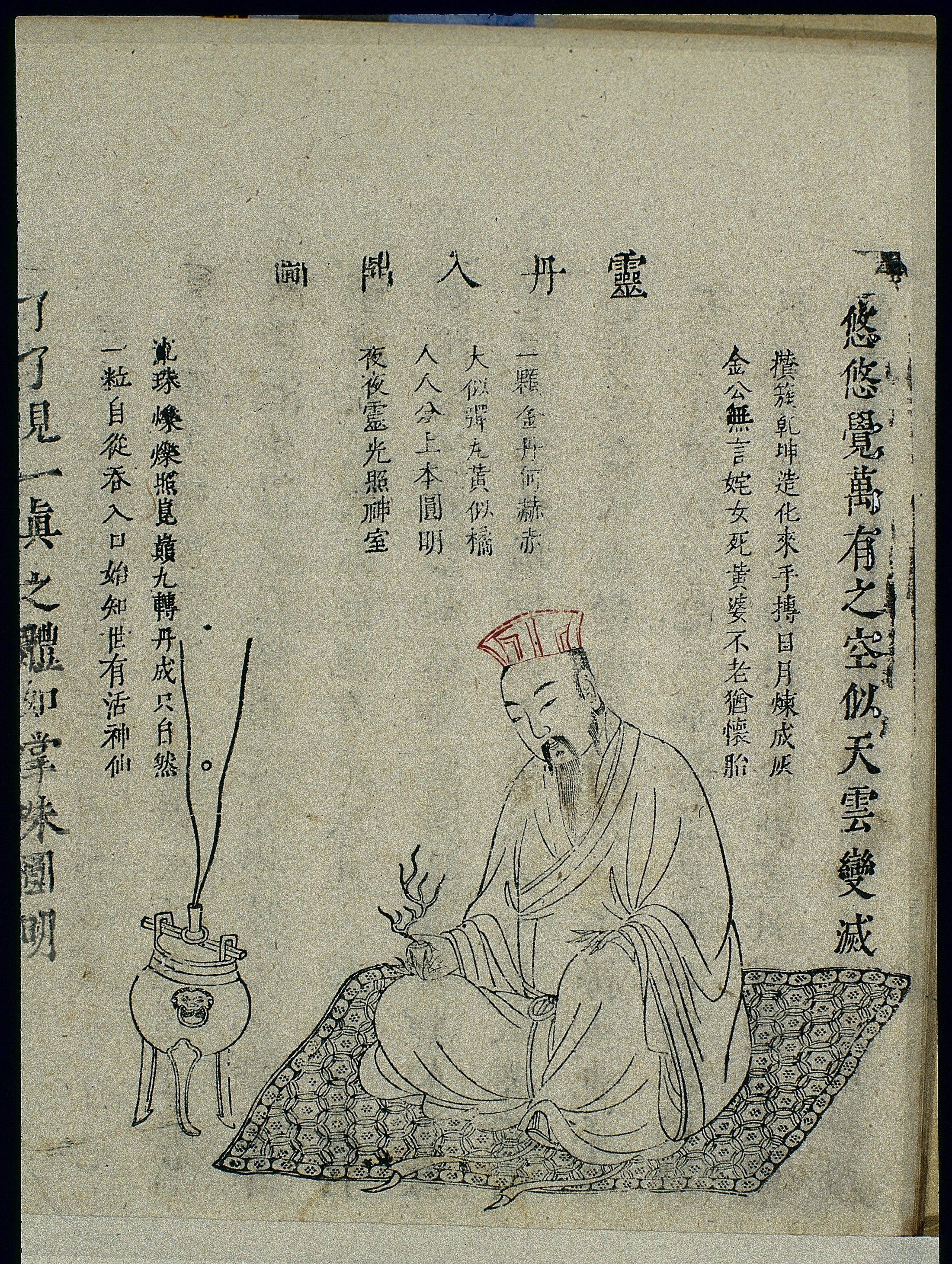
Xilografia cinese sul neidan "Mettendo il miracoloso elisir sul tripode ding", 1615 Xingming guizhi 性命圭旨

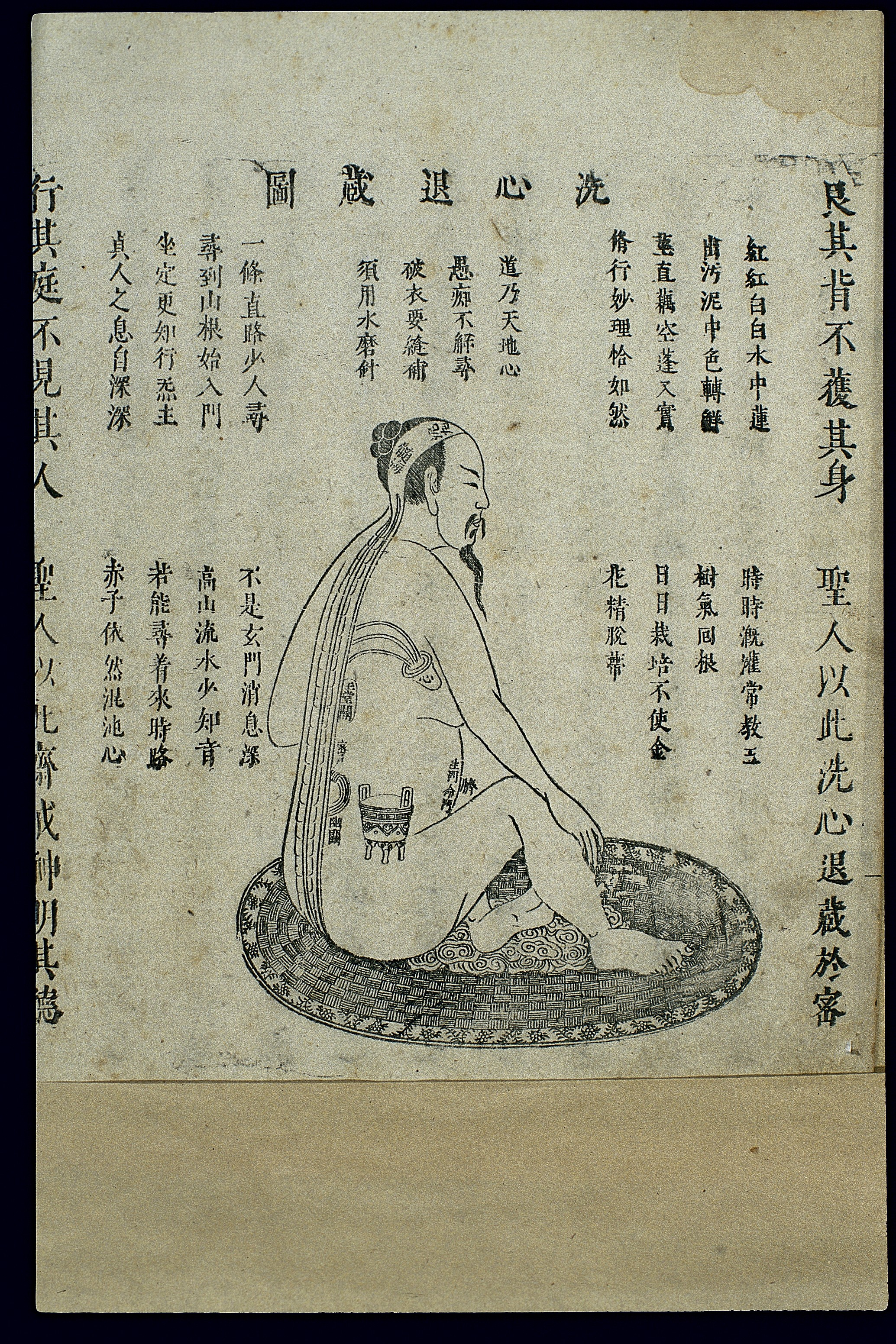
Xilografia cinese sul neidan, 1615 Xingming guizhi 性命圭旨

Il neidan (nèidān shù 內丹术), o alchimia interna, consiste in una serie di dottrine esoteriche e di pratiche fisiche, mentali e spirituali che gli iniziati taoisti utilizzano per prolungare la vita e creare un corpo spirituale immortale capace di sopravvivere dopo la morte del corpo fisico. Conosciuta anche come Jindan (金丹 "elisir aureo"), l'alchimia interna combina teorie derivate dall'alchimia esterna cinese (waidan), dalla cosmologia, e dalla medicina tradizionale cinese, con tecniche di meditazione taoista, ginnastica daoyin, e igiene sessuale.
Nel neidan il corpo umano diventa un forno alchemico (o ding), nel quale i tre tesori Jing (l'essenza), Qi (il respiro), e Shen (lo spirito), sono coltivati con l'obiettivo di migliorare la salute fisica, mentale, ed emotiva, e successivamente tornare all'unità primordiale del Tao, ovvero diventare un immortale. Si ritiene che lo Xiuzhen Tu sia una tal sorta di mappa per lo sviluppo personale. In Cina il neidan rimanda a una serie di pratiche importante per molte scuole di Taoismo.

## Terminologia
Il termine cinese nèidān si compone della parola comune nèi 內 ossia: "dentro; interno", e dān 丹 "cinabro; vermiglio; elisir; alchimia". L'antonimo di nèi è wài 外 "fuori; esterno". Nèidān perciò, o "elisir interno/alchimia", fu coniato dal precedente termine complementare wàidān 外丹 "elisir esterno/alchimia".
I testi alchemici cinesi chiamano regolarmente il neidan jīndān dào 金丹道 o Via dell'elisir aureo. Nell'uso cinese moderno il termine nèidān shù 內丹術 (with 術 "arte; abilità; tecnica; metodo") si riferisce generalmente a pratiche di alchimia interna.
Basandosi su evidenze testuali, Farzeen Baldrian-Hussein conclude che, nei primi testi, neidan si riferisce a una specifica tecnica, mentre già durante il regno dell'imperatore Song Zhenzong (997–1022), il termine designasse una collezione di tecniche, espresse in specifico linguaggio alchemico.

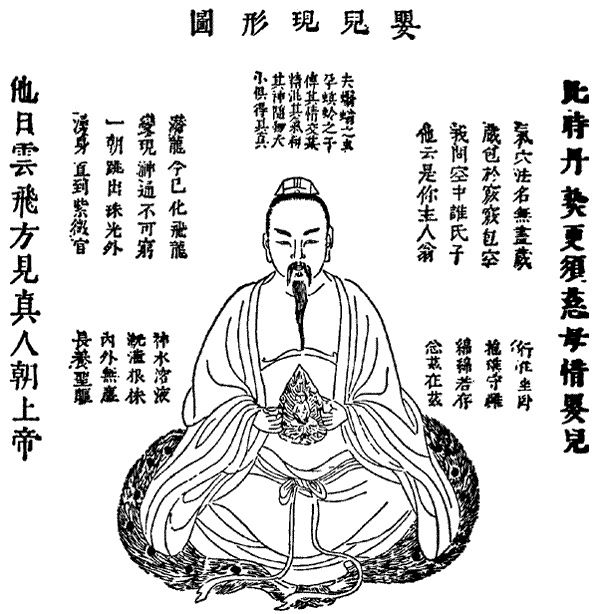
Sviluppo dell'embrione immortale alla base del dantian dell'adepto taoista.

## I tre tesori
L'alchimia interna si focalizza sulle trasformazioni dei sanbao, i "tre tesori", le energie essenziali che sostengono la vita: 
- Jing  精 "essenza nutritiva, essenza; rifinito, perfezionato; estratto; spirito, sperma, seme"
- Qi 氣 "vitalità, energia, forza; aria, vapore; spirito, vigore; attitudine"
- Shen 神 "spirito; anima, mente; dio, divinità; essere soprannaturale"

Secondo il Libro dell'equilibrio e dell'armonia, del XIII secolo:
Rendendo la propria essenza completa, si può preservare il corpo. Per farlo, prima si tenga il corpo a suo agio, e si faccia in modo che non vi siano desideri. Così l'energia si può rendere completa.
Rendendo la propria energia completa, si può nutrire la mente. Per farlo, prima si tenga la mente pura, e si faccia in modo di non avere pensieri. Così lo spirito può essere reso completo.
Rendendo il proprio spirito completo, si può recuperare la vuotezza. Per farlo, prima si tenga la volontà sincera, e si faccia in modo che corpo e mente siano uniti. Così lo spirito può essere riportato alla vuotezza (...) Per raggiungere l'immortalità, non c'è altro oltre il rifinimento di questi tre tesori: essenza, energia, spirito." (tr. Kohn 2001, 146).
Quando i "tre tesori" sono mantenuti all'interno, insieme all'equilibrio di yin e yang, è possibile raggiungere un corpo sano e la longevità, gli obiettivi principali dell'alchimia interna (Ching 1996, 395).

### Jing

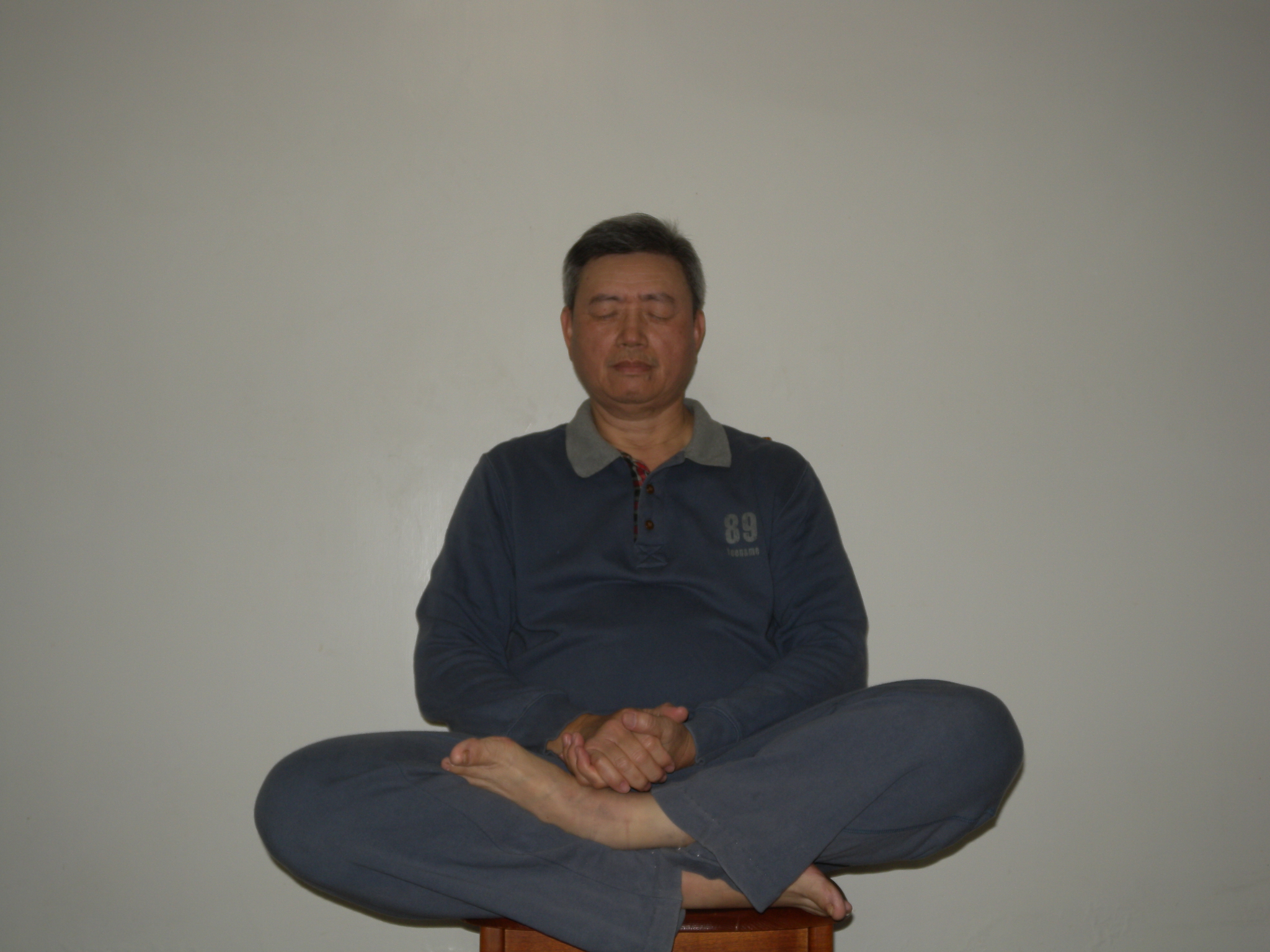
Pratica neidan

Jing, "essenza", si riferisce alle energie del corpo fisico. Basandosi sull'idea che la morte è causata dal depletarsi del proprio jing, l'alchimia interna daoista dichiarava che preservare il proprio jing permetteva di raggiungere una grande longevità, se non l'immortalità. (Schipper 1993, 154).

### Qi
Il Qi o ch'i viene definito come l'"energia naturale dell'universo", e si manifesta in ognuno e ogni cosa (Carroll 2008). Tramite l'alchimia interna, i taoisti si sforzano di ottenere un flusso positivo di qi nel corpo, che attraversi ogni organo individualmente. (Smith 1986, 201).
Si crede che pratiche di guarigione come l'agopuntura, i massaggi, le terapie erboristiche, aprano i canali del qi (meridiani) lungo tutto il corpo, cosicché il qi possa fluire liberamente. Mantenere il qi bilanciato e in scorrimento promuove la salute, al contrario disequilibrio e stagnazione possono portate alla malattia.

### Shen
Shen è lo spirito originario del corpo. I taoisti cercano di divenire coscienti di shen tramite la meditazione (Smith 1986, 202).